# CL Bay 85/21
Bei den bayerischen CL Bay 85 handelte es sich um Durchgangswagen für den Lokalbahnverkehr, ursprünglich mit der Gattung BCL, später zum CL umgewidmet. Sie wurden im Wagenstandsverzeichnis der Königlich Bayerischen Staatseisenbahnen (K.Bay.Sts.B.) von 1897 unter den Blatt-Nr. 305, in dem von 1913 unter der Blatt-Nr. 511 geführt. Die Wagen wurden in zwei Versionen ausgeliefert. Obwohl die Wagen einen offenen Übergang hatten, erhielten sie nicht das Neben-Gattungszeichen „i“, da dieser Übergang nur durch die Personale genutzt werden durfte.

## Entwicklung
Mit dem größer werdenden Streckennetz an Lokalbahnen (ab 1884 als solche bezeichnet) einher ging der Bedarf an passenden Wagen für den Personenverkehr. Diese Wagen erhielten den Buchstaben „L“ als Gattungsmerkmal. Ab 1880 wurden für diese Verkehre leichte Wagen mit einer äußeren Bretterverschalung beschafft die Einheitliche Abmessungen hatten. Diese Wagen waren für den Militärtransport nicht geeignet.

## Beschaffung
In einer ersten Serie wurden in dem Zeitraum zwischen 1880 und 1886 insgesamt 232 Wagen der Gattungen BCL, CL,  PBL und PPostL beschafft. Diese hatten alle einen einheitlichen Grundriss, offene Endplattformen mit einfachen Eisenstangen als Sicherung an den Aufstiegen und nur durch Bügel gesicherte Personalübergänge. Von den Wagen der Gattung BCL nach Blatt-Nr. 511 wurden zwischen 1885 und 1886 insgesamt 18 Wagen beschafft.

## Verbleib
Im WV von 1913 ist 1 Wagen nicht mehr aufgeführt. Die übrigen Wagen kamen noch zur Reichsbahn. Über den weiteren Verbleib sind keine Daten bekannt. Sie wurde vermutlich in den 1930ern ausgemustert. Mit dem Übergang zur Reichsbahn verloren die Wagen die 2. Klasse wurden zur Gattung CL Bay 85/21. Laut Angabe in der Zusammenstellung der vorhandenen Personenwagen des Reichsbahn-Zentralamtes von 1932 gab es zu diesem Zeitpunkt noch 4 Wagen im Bestand.

## Konstruktive Merkmale

### Untergestell
Der Rahmen der Wagen war komplett aus Profileisen aufgebaut und genietet. Die äußeren Längsträger hatten Doppel-T-Form mit einer Höhe von 200(?) Millimetern.
Die Querträger waren aus U-Profilen und nicht gekröpft. Als Zugeinrichtung hatten die Wagen Schraubenkupplungen nach VDEV. Die Zugstange war durchgehend und mittig gefedert. Als Stoßeinrichtung besaßen die Wagen geschlitzte Korbpuffer mit einer Einbaulänge von 612 Millimetern, die Pufferteller hatten einen Durchmesser von 370 Millimetern. Der konstruktive Aufbau des Untergestells ist der Zeichnung zum Wagen nach Blatt 510 zu entnehmen.

### Laufwerk
Die Wagen hatten genietete Fachwerkachshalter mit geraden Schenkeln. Gelagert waren die Achsen in Gleitachslagern. Die Tragfedern waren 1.540 mm lang und bestanden aus je 7 Blättern mit den Maßen 76 mm × 13 mm. Die Räder hatten Speichenradkörper der bayerischen Form 37 mit einem Durchmesser von 924 mm.
Die Wagen hatten eine Handspindelbremse, welche sich auf einer der Plattformen am Wagenende befand. Die Bremsen wirkten einseitig nur auf die jeweils zu den Endplattformen weisenden Seiten der Räder. Zusätzlich wurden die Wagen auch mit den zu dieser Zeit bei den Lokalbahnen üblichen Luftsaugbremsen Typ Hardy ausgestattet. Diese fehlte nur an den Wagen 18213 und 18214.

### Wagenkasten
Der Rahmen des Wagenkastens bestand aus einem hölzernen Ständerwerk. Dies war außen mit Blechen verkleidet während sich auf der Innenseite eine waagerechte Wandverkleidung war. Zwischen der 2. Klasse und der 3. Klasse befand sich eine Zwischenwand mit Drehtür. Das Dach war flach gerundet und ragte nur gering über die Seitenwand über. Es war über die offenen Endplattformen hinausgezogen. Die Wagen besaßen Auftritte in der Bauart der Vollbahnwagen, ein einzelner Wagen – No. 18199 – besaß die klappbaren Lokalbahnauftritte.

### Ausstattung
Der Wagentyp führte sowohl die 2. als auch 3. Klasse. Er hatte 2 Abteile der 2. Klasse mit 16 Polstersitzen sowie 1½ Abteile der 3. Klasse mit insgesamt 15 Sitzen. Für die beiden Endplattformen waren insgesamt 12 Stehplätze ausgewiesen. Für den Transport von Kleinvieh gab es Unterkästen die zwischen den Rädern an den Längsträgern befestigt waren. Die Beleuchtung erfolgte durch Petroleum-Leuchten. Beheizt wurden die Wagen durch eine durchgehende Dampfheizung. Die Belüftung der Wagen derfolgte durch versenkbare Fenster.

## Skizzen, Musterblätter, Fotos

Ansicht zu Blatt 305 aus WV von 1897
Ansicht zu Blatt 511 aus WV von 1913

## Wagennummern
| Blatt-Nr. Herstelld.         | Blatt-Nr. Herstelld.         | Gattungszeichen je Epoche Wagennummern je Epoche (mit Direktionsangaben) | Gattungszeichen je Epoche Wagennummern je Epoche (mit Direktionsangaben) | Gattungszeichen je Epoche Wagennummern je Epoche (mit Direktionsangaben) | Gattungszeichen je Epoche Wagennummern je Epoche (mit Direktionsangaben) | Gattungszeichen je Epoche Wagennummern je Epoche (mit Direktionsangaben) | Gattungszeichen je Epoche Wagennummern je Epoche (mit Direktionsangaben) | Gattungszeichen je Epoche Wagennummern je Epoche (mit Direktionsangaben) | Gattungszeichen je Epoche Wagennummern je Epoche (mit Direktionsangaben) | Fahrwerk      | Fahrwerk | Fahrwerk                  | Fahrwerk                  | Fahrwerk                  | Ausstattung               | Ausstattung               | Ausstattung                          | Ausstattung                          | Ausstattung                          | Ausstattung                          | Ausstattung                          | Zusatzinfos                                                     |
| Bau- jahr                    | Her- steller                 | ab 1876                                                                  | ab 1893                                                                  | ab 1897                                                                  | ab 1913                                                                  | DR (ab 1923)                                                             | DRG (ab 1930)                                                            | Ausge- mustert                                                           | letzt. Heimat-Bf.                                                        | Anz. Ach- sen | LüP (mm) | Unt. Gest.                | LA.                       | Brem- sen                 | Bl.                       | Hz.                       | Art u.Anz. Abteile (Sitze je Klasse) | Art u.Anz. Abteile (Sitze je Klasse) | Art u.Anz. Abteile (Sitze je Klasse) | Art u.Anz. Abteile (Sitze je Klasse) | Art u.Anz. Abteile (Sitze je Klasse) | Bemerkung                                                       |
| Blatt-Nr. aus WV von Gattung | Blatt-Nr. aus WV von Gattung | P.II/III                                                                 | Plan 1893 P.II/III                                                       | 305 1897 BCL                                                             | 511I 1913 BCL                                                            | CL Bay 85/21                                                             | CL Bay 85/21                                                             |                                                                          |                                                                          |               |          | (siehe jeweilige Legende) | (siehe jeweilige Legende) | (siehe jeweilige Legende) | (siehe jeweilige Legende) | (siehe jeweilige Legende) | A                                    | 1.                                   | 2.                                   | 3.                                   | 4.                                   | mit insgesamt 12 Stehplätzen auf den Endplattformen             |
| ---------------------------- | ---------------------------- | ------------------------------------------------------------------------ | ------------------------------------------------------------------------ | ------------------------------------------------------------------------ | ------------------------------------------------------------------------ | ------------------------------------------------------------------------ | ------------------------------------------------------------------------ | ------------------------------------------------------------------------ | ------------------------------------------------------------------------ | ------------- | -------- | ------------------------- | ------------------------- | ------------------------- | ------------------------- | ------------------------- | ------------------------------------ | ------------------------------------ | ------------------------------------ | ------------------------------------ | ------------------------------------ | --------------------------------------------------------------- |
| 1885                         |                              | 22 293                                                                   | 18 110                                                                   | 18 199                                                                   | 18 199                                                                   |                                                                          |                                                                          |                                                                          |                                                                          | 2             | 3.650    | E                         |                           | Pl Hbr                    | Ptr.                      | D                         |                                      |                                      | 2 (16)                               | 1 ½ (15)                             |                                      | mit Lokalbahnauftritten                                         |
| 1885                         | 22 294                       | 18 111                                                                   | 18 200                                                                   | 18 200                                                                   |                                                                          |                                                                          |                                                                          |                                                                          |                                                                          | 2             | 3.650    | E                         |                           | Pl Hbr                    | Ptr.                      | D                         |                                      |                                      | 2 (16)                               | 1 ½ (15)                             |                                      |                                                                 |
| 1885                         | 22 295                       | 18 112                                                                   | 18 201                                                                   | 18 201                                                                   |                                                                          |                                                                          |                                                                          |                                                                          |                                                                          | 2             | 3.650    | E                         |                           | Pl Hbr                    | Ptr.                      | D                         |                                      |                                      | 2 (16)                               | 1 ½ (15)                             |                                      |                                                                 |
| 1885                         | 22 296                       | 18 113                                                                   | 18 202                                                                   | 18 202                                                                   |                                                                          |                                                                          |                                                                          |                                                                          |                                                                          | 2             | 3.650    | E                         |                           | Pl Hbr                    | Ptr.                      | D                         |                                      |                                      | 2 (16)                               | 1 ½ (15)                             |                                      |                                                                 |
| 1885                         | 22 297                       | 18 114                                                                   | 18 203                                                                   | 18 203                                                                   |                                                                          |                                                                          |                                                                          |                                                                          |                                                                          | 2             | 3.650    | E                         |                           | Pl Hbr                    | Ptr.                      | D                         |                                      |                                      | 2 (16)                               | 1 ½ (15)                             |                                      |                                                                 |
| 1886                         |                              | 22 410                                                                   | 18 116                                                                   | 18 205                                                                   | 18 205                                                                   |                                                                          |                                                                          |                                                                          |                                                                          | 2             | 3.650    | E                         |                           | Pl Hbr                    | Ptr.                      | D                         |                                      |                                      | 2 (16)                               | 1 ½ (15)                             |                                      |                                                                 |
| 1886                         | 22 411                       | 18 117                                                                   | 18 206                                                                   | 18 206                                                                   |                                                                          |                                                                          |                                                                          |                                                                          |                                                                          | 2             | 3.650    | E                         |                           | Pl Hbr                    | Ptr.                      | D                         |                                      |                                      | 2 (16)                               | 1 ½ (15)                             |                                      |                                                                 |
| 1886                         | 22 414                       | 18 120                                                                   | 18 209                                                                   | 18 209                                                                   |                                                                          |                                                                          |                                                                          |                                                                          |                                                                          | 2             | 3.650    | E                         |                           | Pl Hbr                    | Ptr.                      | D                         |                                      |                                      | 2 (16)                               | 1 ½ (15)                             |                                      |                                                                 |
| 1886                         | 22 416                       | 18 122                                                                   | 18 211                                                                   |                                                                          | <1913                                                                    |                                                                          |                                                                          |                                                                          |                                                                          | 2             | 3.650    | E                         |                           | Pl Hbr                    | Ptr.                      | D                         |                                      |                                      | 2 (16)                               | 1 ½ (15)                             |                                      |                                                                 |
| 1886                         | 22 417                       | 18 123                                                                   | 18 212                                                                   | 18 212                                                                   |                                                                          |                                                                          |                                                                          |                                                                          |                                                                          | 2             | 3.650    | E                         |                           | Pl Hbr                    | Ptr.                      | D                         |                                      |                                      | 2 (16)                               | 1 ½ (15)                             |                                      |                                                                 |
| 1886                         | 22 418                       | 18 124                                                                   | 18 213                                                                   | 18 213                                                                   |                                                                          |                                                                          |                                                                          |                                                                          |                                                                          | 2             | 3.650    | E                         |                           | Pl Hbr                    | Ptr.                      | D                         |                                      |                                      | 2 (16)                               | 1 ½ (15)                             |                                      |                                                                 |
| Blatt-Nr. aus WV von Gattung | Blatt-Nr. aus WV von Gattung | P.II/III                                                                 | Plan 1893 P.II/III                                                       | 305 1897 BCL                                                             | 511I 1913 BCL                                                            | CL Bay 85/21                                                             | CL Bay 85/21                                                             |                                                                          |                                                                          |               |          | (siehe jeweilige Legende) | (siehe jeweilige Legende) | (siehe jeweilige Legende) | (siehe jeweilige Legende) | (siehe jeweilige Legende) | A                                    | 1.                                   | 2.                                   | 3.                                   | 4.                                   | ohne Plattformabschluss und ohne Stehplätze auf den Plattformen |
| 1886                         |                              | 22 409                                                                   | 18 115                                                                   | 18 204                                                                   | 18 204                                                                   |                                                                          |                                                                          |                                                                          |                                                                          | 2             | 3.650    | E                         |                           | Pl Hbr                    | Ptr.                      | D                         |                                      |                                      | 2 (16)                               | 1 ½ (15)                             |                                      |                                                                 |
| 1886                         | 22 412                       | 18 118                                                                   | 18 207                                                                   | 18 207                                                                   |                                                                          |                                                                          |                                                                          |                                                                          |                                                                          | 2             | 3.650    | E                         |                           | Pl Hbr                    | Ptr.                      | D                         |                                      |                                      | 2 (16)                               | 1 ½ (15)                             |                                      |                                                                 |
| 1886                         | 22 413                       | 18 119                                                                   | 18 208                                                                   | 18 208                                                                   |                                                                          |                                                                          |                                                                          |                                                                          |                                                                          | 2             | 3.650    | E                         |                           | Pl Hbr                    | Ptr.                      | D                         |                                      |                                      | 2 (16)                               | 1 ½ (15)                             |                                      |                                                                 |
| 1886                         | 22 419                       | 18 125                                                                   | 18 214                                                                   | 18 214                                                                   |                                                                          |                                                                          |                                                                          |                                                                          |                                                                          | 2             | 3.650    | E                         |                           | Pl Hbr                    | Ptr.                      | D                         |                                      |                                      | 2 (16)                               | 1 ½ (15)                             |                                      |                                                                 |
| 1886                         | 22 420                       | 18 126                                                                   | 18 215                                                                   | 18 215                                                                   |                                                                          |                                                                          |                                                                          |                                                                          |                                                                          | 2             | 3.650    | E                         |                           | Pl Hbr                    | Ptr.                      | D                         |                                      |                                      | 2 (16)                               | 1 ½ (15)                             |                                      |                                                                 |
| 1886                         | 22 565                       | 18 127                                                                   | 18 216                                                                   | 18 216                                                                   |                                                                          |                                                                          |                                                                          |                                                                          |                                                                          | 2             | 3.650    | E                         |                           | Pl Hbr                    | Ptr.                      | D                         |                                      |                                      | 2 (16)                               | 1 ½ (15)                             |                                      |                                                                 |